# Palzoquitla
Palzoquitla är en ort i Mexiko.   Den ligger i kommunen Chiconcuautla och delstaten Puebla, i den sydöstra delen av landet, 140 km nordost om huvudstaden Mexico City. Palzoquitla ligger 1 616 meter över havet och antalet invånare är 746.
Terrängen runt Palzoquitla är kuperad norrut, men söderut är den bergig. Runt Palzoquitla är det ganska tätbefolkat, med 160 invånare per kvadratkilometer. Närmaste större samhälle är Huauchinango, 10,5 km nordväst om Palzoquitla. I omgivningarna runt Palzoquitla växer i huvudsak blandskog.